# SWIFTNet InterAct Realtime
SWIFTNet InterAct Realtime est un protocole conçu et maintenu par SWIFT. Il est utilisé pour échanger des messages financiers entre organisations connectées à des services du réseau SWIFTNet.

## Protocole
SWIFTNet InterAct Realtime est un protocole client-serveur. L’expéditeur du message est le client et le destinataire du message est le serveur :
1. le client envoie une requête au destinataire, qui contient le contenu du message à envoyer ;
2. le serveur reçoit la requête ;
3. le serveur traite le contenu du message et en déduit une réponse ;
4. le serveur envoie la réponse ;
5. le client reçoit la réponse.

Client et serveur doivent être tous deux connectés au réseau simultanément pour que l’échange de messages puisse se faire correctement. Si cela n’est pas le cas, le protocole SWIFTNet InterAct Store and Forward, qui fonctionne en mode différé, est plus approprié.

## Application
SWIFTNet InterAct Realtime est particulièrement approprié pour les applications pour lesquelles le contenu ou le délai de livraison des messages sont critiques.